# Brain Damage
Para la canción del rapero estadounidense Eminem, véase Brain Damage (canción de Eminem).
Brain Damage (en español; Daño Cerebral), es la novena canción escrita por Roger Waters, grabada y publicado por la banda de rock progresivo Pink Floyd, lanzado el 1 de marzo de 1973, como parte del álbum The Dark Side of the Moon. La canción tiene el arpegio de la canción Dear Prudence de la banda de rock The Beatles, por lo cual nunca se realizó un reclamo por derechos de autor, se sospecha que al grabarse el álbum en los estudios Abbey Road, hubo un consentimiento amistoso de usar el arpegio.

## Composición
Fue compuesta por Roger Waters durante la gira del álbum Meddle, tiempo en el que escribió también Money. Por aquel entonces, la canción se llamaría The Dark Side Of The Moon y eventualmente el título se utilizaría para el álbum en sí. 
El nombre Brain Damage lo dio Roger Waters dedicado a Syd Barrett cuando su salud mental se había deteriorado a causa del excesivo consumo de drogas.
En un principio la canción iba a ser cantada por David Gilmour, como casi todas las canciones restantes, pero al final fue cantada por Waters y Gilmour hizo los coros. De este modo, Brain Damage y Eclipse son las únicas canciones cantadas por Waters. Las risas que se oyen durante el final son las de Peter Watts, a quien se le puede oír diciendo algunas frases entre las canciones del disco.
La canción consta de 3:50 minutos, siendo una de las canciones más cortas del álbum y al final se mezcla con Eclipse, de manera que parecen una sola canción, pensadas en ser incluidas en el recopilatorio Echoes The Best Of Pink Floyd. En el álbum en vivo P•U•L•S•E, de 1994, fue cantada por David Gilmour, debido a la ausencia de Waters. El Screen Film empieza con un helicóptero y muestra a importantes personajes como Bush, y otros y al final se muestra la reproducción de un disco y empieza el Screen Film de Eclipse.
Fue pensada junto con Eclipse en ser incluidas en el recoplilatorio de 2001, Echoes: The Best of Pink Floyd pero fueron rechazadas porque no hubo cabida para ellas por otras canciones como Arnold Layne, High Hopes, Jugband Blues, Bike, Wish You Were Here y Learning To Fly. Pero en 2011 fueron incluidas Brain Damage como Eclipse en el álbum recopilatorio A Foot in the Door lanzado el 8 de noviembre de ese año en Estados Unidos lanzado como parte de la campaña Why Pink Floyd...? y como un especial del 10° aniversario de Echoes: The Best of Pink Floyd.

### Personal
- Roger Waters: Voz, Bajo, Compositor
- David Gilmour: Guitarra, coros,
- Richard Wright: Teclados y sintetizadores
- Nick Mason: Batería
- Lesley Duncan: coros
- Doris Troy: coros
- Barry St. John: coros
- Liza Strike: coros